# Oakesdale
Oakesdale és una població dels Estats Units a l'estat de Washington. Segons el cens del 2000 tenia 420 habitants.

## Demografia
Segons el cens del 2000, Oakesdale tenia 420 habitants, 172 habitatges, i 127 famílies. La densitat de població era de 155,9 habitants per km².
Dels 172 habitatges en un 34,3% hi vivien nens de menys de 18 anys, en un 64,5% hi vivien parelles casades, en un 7,6% dones solteres, i en un 25,6% no eren unitats familiars. En el 23,8% dels habitatges hi vivien persones soles el 14,5% de les quals corresponia a persones de 65 anys o més que vivien soles. El nombre mitjà de persones vivint en cada habitatge era de 2,44 i el nombre mitjà de persones que vivien en cada família era de 2,88.
Per edats la població es repartia de la següent manera: un 25,7% tenia menys de 18 anys, un 3,8% entre 18 i 24, un 25,2% entre 25 i 44, un 26,7% de 45 a 60 i un 18,6% 65 anys o més.
L'edat mediana era de 43 anys. Per cada 100 dones de 18 o més anys hi havia 91,4 homes.
La renda mediana per habitatge era de 31.094 $ i la renda mediana per família de 42.813 $. Els homes tenien una renda mediana de 27.500 $ mentre que les dones 30.714 $. La renda per capita de la població era de 16.159 $. Aproximadament el 9% de les famílies i l'11,7% de la població estaven per davall del llindar de pobresa.

## Poblacions més properes
El següent diagrama mostra les poblacions més properes.